# ألان جارنر (كاتب)
ألان جارنر (بالإنجليزية: Alan Garner)‏ (17 أكتوبر 1934 - ) كاتب، وكاتب للأطفال، وروائي، ومؤلف من المملكة المتحدة.

## الجوائز
- نيشان الامبراطورية البريطانية من رتبة ضابط
- Carnegie Medal for Writing [الإنجليزية]‏
- Guardian Children's Fiction Prize [الإنجليزية]‏
- جائزة فينكس [الإنجليزية]‏
- زميل في الجمعية الملكية للأدب

## روابط خارجية
- ألان جارنر على موقع IMDb (الإنجليزية)
- ألان جارنر على موقع الموسوعة البريطانية (الإنجليزية)
- ألان جارنر على موقع ميوزك برينز (الإنجليزية)
- ألان جارنر على موقع قاعدة بيانات الفيلم (الإنجليزية)